# Aspila rhexiae
Aspila rhexiae är en fjärilsart som beskrevs av Smith 1797. Aspila rhexiae ingår i släktet Aspila och familjen nattflyn. Inga underarter finns listade i Catalogue of Life.